# Emmaüskerk (Sint Willebrord)
De Emmaüskerk was een parochiekerk in de tot de Noord-Brabantse gemeente Rucphen behorende plaats Sint Willebrord, gelegen aan het Emmausplein.
Deze kerk werd in 1966 in gebruik genomen, vermoedelijk als filiaalkerk van de Sint-Willibrordusparochie. Het was een onooglijk gebouw dat in 1991 al aan de eredienst onttrokken werd en daarna sterk verbouwd werd. Zo kwam er onder meer een dancing in, 't Pleintje genaamd.
Na 2012 werd het Emmausplein geherstructureerd en kreeg ook de naam: Kanariestraat. De dancing in de voormalige kerk bleef bestaan.